# Пропазин
Пропазин — химическое соединение из группы триазинов.

## Получение
Пропазин можно получить через реакцию цианурхлорида с изопропиламином.

## Характеристики
Пропазин — бесцветное твердое вещество, практически нерастворимое в воде. Он стабилен в нейтральных, слабых щелочных и кислотных растворах.

## Использование
Пропазин применяется в качестве гербицида. Он используется для борьбы против широколистных сорняков и трав. Действие этого гербицида основано на ингибировании фотосистемы II и подавлении фотосинтеза.
В 2002 году пропазин был исключён из списка разрешенных средств защиты растений активными веществами в приложение I директивы 91/414/ЕЭС.
В Германии, Австрии и Швейцарии, использовать это вещество для защиты растений запрещено.